# Allenville (Illinois)
Allenville es una villa ubicada en el condado de Moultrie en el estado estadounidense de Illinois. En el Censo de 2010 tenía una población de 148 habitantes y una densidad poblacional de 98,35 personas por km².

## Geografía
Allenville se encuentra ubicada en las coordenadas 39°33′31″N 88°32′20″O / 39.55861, -88.53889. Según la Oficina del Censo de los Estados Unidos, Allenville tiene una superficie total de 1.5 km², de la cual 1.5 km² corresponden a tierra firme y (0%) 0 km² es agua.

## Demografía
Según el censo de 2010, había 148 personas residiendo en Allenville. La densidad de población era de 98,35 hab./km². De los 148 habitantes, Allenville estaba compuesto por el 100% blancos, el 0% eran afroamericanos, el 0% eran amerindios, el 0% eran asiáticos, el 0% eran isleños del Pacífico, el 0% eran de otras razas y el 0% pertenecían a dos o más razas. Del total de la población el 2.03% eran hispanos o latinos de cualquier raza.